# Teobaldo Ciconi
Teobaldo Ciconi (født 20. december 1824 ved Udine, død 27. april 1863 i Milano) var en italiensk digter.
Ligesom så mange andre af det unge Italiens skribenter deltog han 1848 i den nationale bevægelse; han havde studeret i Padua. Siden levede han som journalist og forfatter til en del stykker, der gjorde lykke hos publikum, deriblandt Le pecorelle smarrite, I Garibaldini og La statua di carne.